# Турнеја Британских и Ирских Лавова по Новом Зеланду 1983.
Турнеја Британских и Ирских Лавова по Новом Зеланду 1983. (службени назив: 1983 British and Irish Lions tour to New Zealand) је била турнеја острвског рагби дрим тима по Аотеарои 1983. Ол блекси су разбили Лавове са 4-0 у серији. Капитен Лајонса на овој турнеји био је Ирац Сиаран Фицџералд, тренер је био Шкотланђанин Џим Телфер, а менаџер је био Вили Џон Мекбрајд. Лајонси су одиграли укупно 18 мечева за 3 месеца и забележили 12 победа и 6 пораза.

## Тим
Стручни штаб
- Менаџер Вили Џон Мекбрајд, Ирска
- Тренер Џим Телфер, Шкотска
- Доктор Доналд Меклеод
- Физио Кевин Марфи

Играчи
'Скрам'
- Стив Беинбриџ, Енглеска
- Џон Битл, Шкотска
- Стив Бојл, Енглеска
- Еди Батлер, Велс
- Џим Калдер, Шкотска
- Марис Колкоф, Енглеска
- Колин Динс, Шкотска
- Сиаран Фицџералд, Ирска
- Ник Џевонс, Енглеска
- СТ Џонс, Велс
- Донал Леифан, Ирска
- Гери Меклафин, Ирска
- Ијан Мајн, Шкотска
- Боб Норстер, Велс
- Џон Одрискол, Ирска
- Ијан Пекстон, Шкотска
- Грејам Принс, Велс
- Џеф Сквир, Велс
- Ијан Стивенс, Велс
- Питер Винтерботом, Енглеска

'Бекови'
- Роберт Екермен, Велс
- Роџер Берд, Шкотска
- Оли Кембел, Ирска
- Џон Карлетон, Енглеска
- Гвин Еванс, Велс
- Дасти Хер, Енглеска
- Тери Холмс, Велс
- Дејвид Ирвин, Ирска
- Мајк Киернан, Ирска
- Рој Леидло, Шкотска
- Хуго Мекнеил, Ирска
- Тревор Рингленд, Ирска
- Џон Ратерфорд, Шкотска
- Стив Смит, Енглеска
- Клајв Водвард, Енглеска

## Утакмице
Вангануи - Лавови 10-116
Квинсленд пресидентс - Лавови 15-47
Окланд - Лавови 13-12
Беј оф Пленти - Лавови 16-34
Велигнтон - Лавови 19-27
Манавату - Лавови 18-25
Мид Кантербери - Лавови 6-26
Ол блекси - Лавови 16-12
Вест коаст - Лавови 16-52
Саутленд - Лавови 3-41
Ваирарапа Буш - Лавови 10-57
Ол блекси - Лавови 9-0
Норт Окланд - Лавови 12-21
Кантеребери - Лавови 22-20
Ол блекси - Лавови 15-8
Хокс беј - Лавови 19-25
Каунтис - Лавови 16-25
Ваикато - Лавови 13-40
Ол блекси - Лавови 38-6
| Победник турнеје 1983. |
| ---------------------- |
| Ол блекси (4-0)        |

## Статистика
Рекордна посета
Ол блекси - Британски и Ирски Лавови 53 000 гледалаца, четврти тест меч
Највише поена против Новог Зеланда
- Оли Кембел 15